# Almanaque Abril

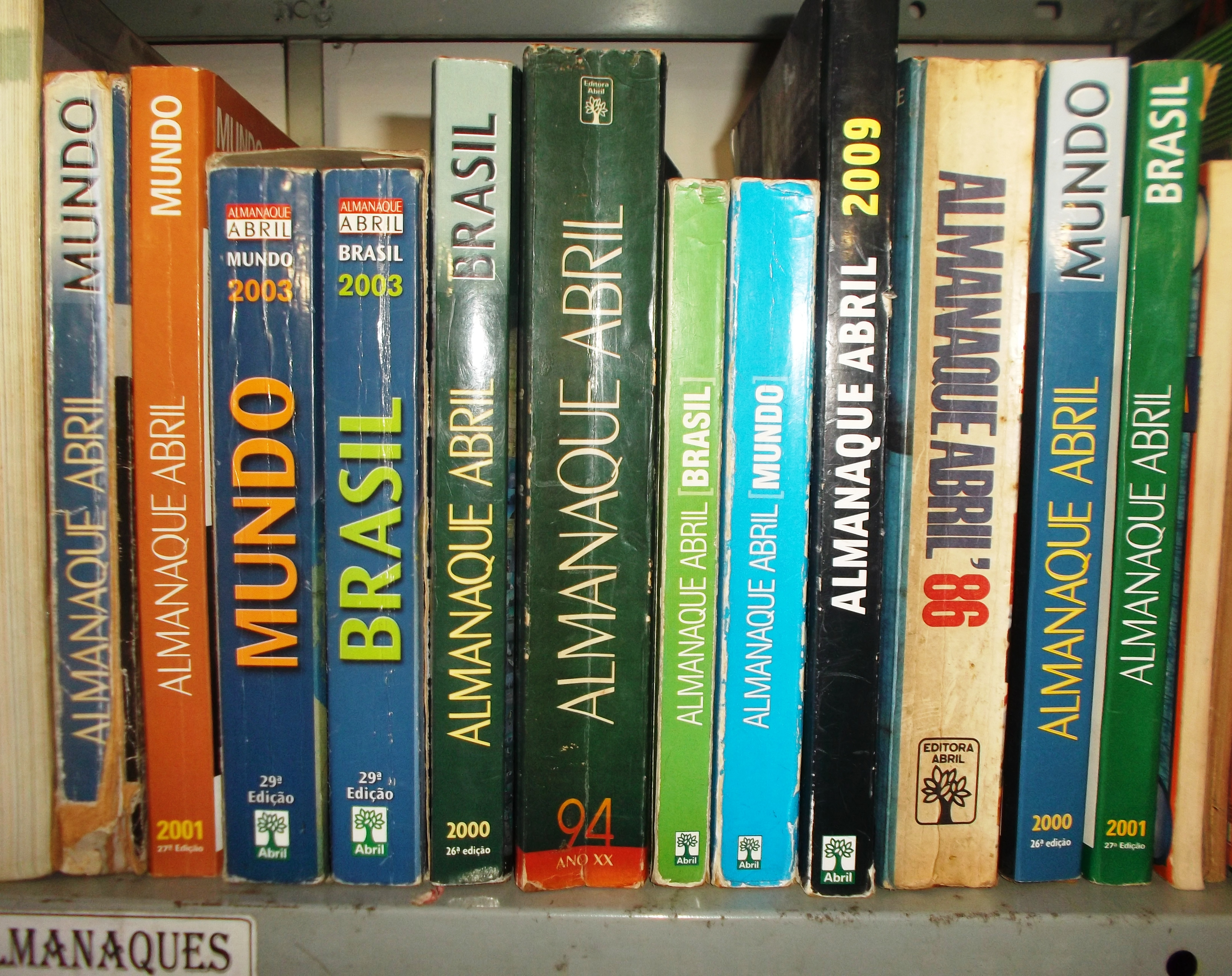
Acervo de almanaque abril em uma Biblioteca pública.

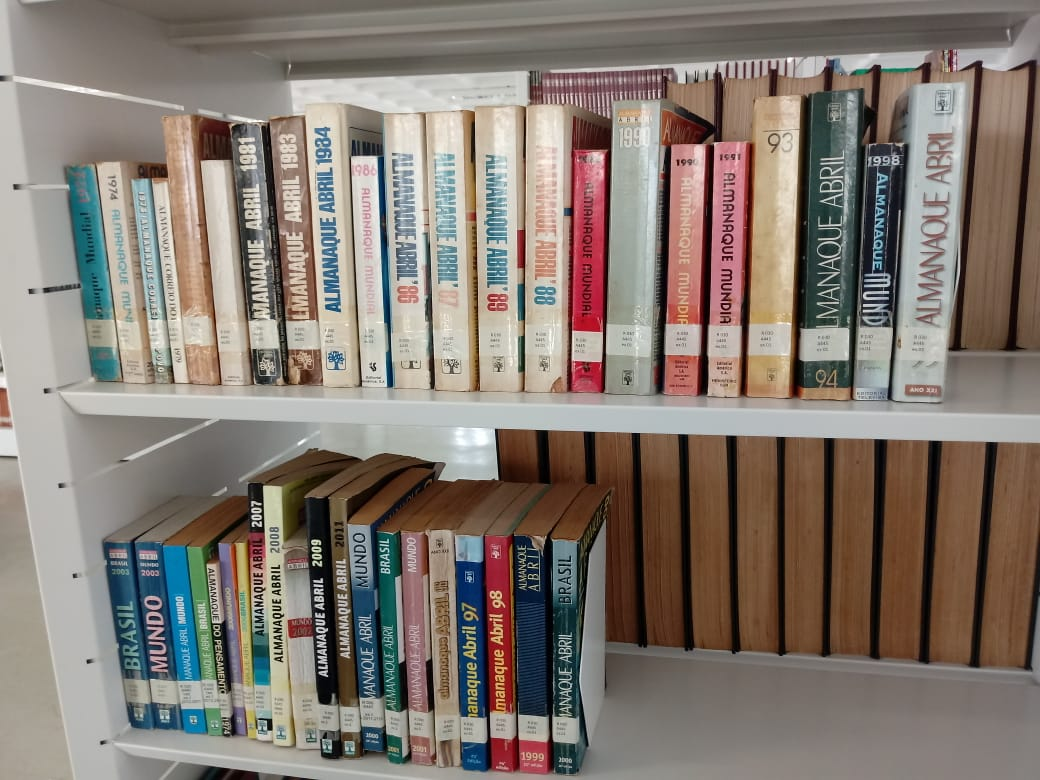
No almanaquiário da biblioteca de Sobral, junto com alguns exemplares do Almanaque Mundial.

O Almanaque Abril foi uma enciclopédia publicada anualmente pela Editora Abril desde 1974.

## História
A edição número um foi lançada ao mercado no fim do ano de 1974 lançamento que se repetiu anualmente até 2015. Sua coleção completa é item de  colecionadores individuais e faz parte de acervos de biblioteca públicas.
Desde o lançamento até o ano 1999 funcionou de acordo com a sua afirmação de subtítulo, uma "enciclopédia em um volume”, mas a partir do ano  2000 a sua feitura passou a ser em dois anuários o  Almanaque Abril (Brasil) e o  Almanaque  Abril (Mundo) . Além disso, o Almanaque Abril também disponibilizou uma enciclopédia multimídia em CD-ROM.
Sua publicação foi altamente com tecnologia de ponta, com cores e imagens muito nítidas. Colecionadores até os dias atuais, mantém guardados intactos e com responsabilidade de conteúdo.

## Conteúdo
Continha fatos, dados de referência, acontecimentos da atualidade, cerca de 4.500 definições e conceitos, além de mapas, gráficos, tabelas e curiosidades. A partir do ano de 2015 o Almanaque Abril deixou de ser publicado na versão impressa.
O Almanaque continha, além de uma revisão de eventos para o ano no Brasil e  de relatórios mundiais, estatísticas, obituários, os processos, análises, mapas, gráficos, autoridades, diplomatas e diplomacia, evolução da economia, política e cultura, bem como dados estatísticos e históricos, fatos e informações sobre todos os países o mundo.  Internacionalmente e comparável à de língua Inglesa The World Almanac e livro de fatos e o alemão Fischer World Almanac .